# Conservazione e restauro delle cornici dei dipinti

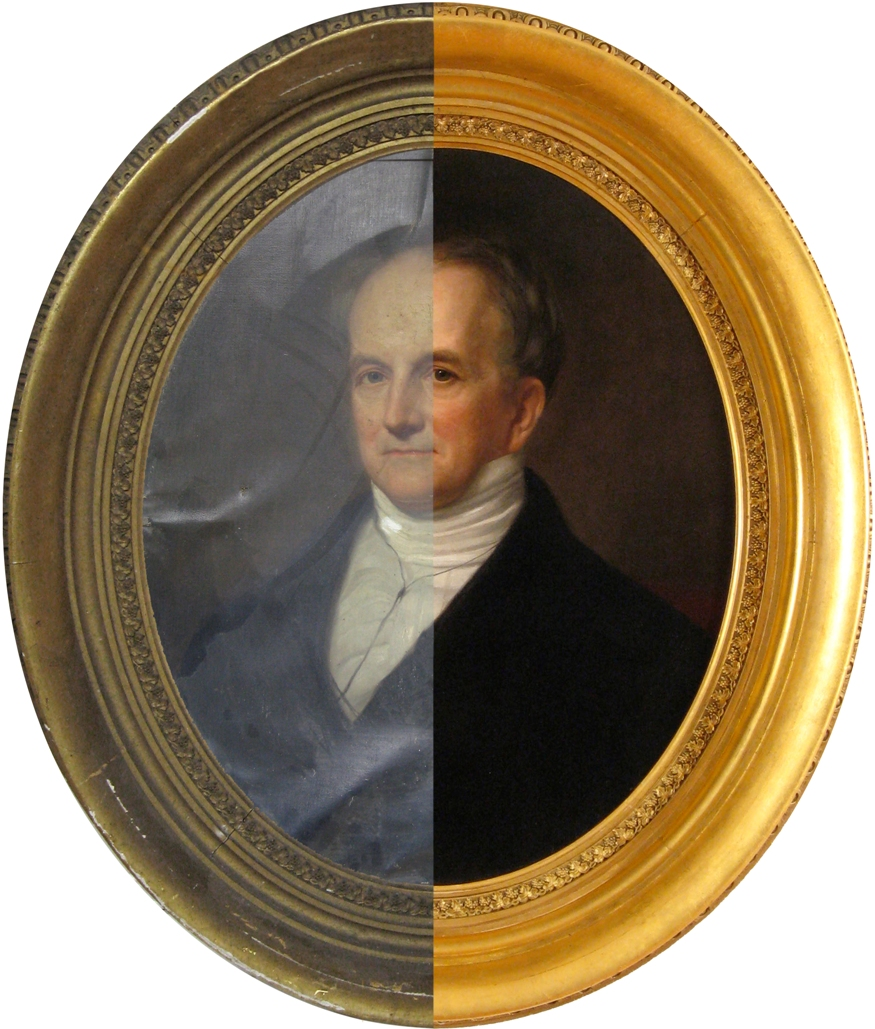
Una cornice prima e dopo il trattamento di restauro.

La conservazione e il restauro delle cornici dei dipinti è il processo attraverso il quale vengono preservate le cornici dei dipinti. La conservazione e il restauro della cornice comprendono la pulizia generale di essa, nonché processi approfonditi come la sostituzione di ornamenti danneggiati, dorature e tonificazione.
Lo scopo della verniciatura delle cornici è duplice. Le cornici hanno la funzione di proteggere e supportare l'opera d'arte, nonché di migliorare visivamente l'oggetto. Le cornici del dipinto aiutano ad apprezzare e comprendere il suo ruolo in relazione alla provenienza del dipinto. Le cornici originali sono spesso considerate oggetti da museo a pieno titolo. In quanto tali, le cornici sono soggette a usura nel loro ruolo funzionale come componente protettivo dell'arte. Le attività regolari che richiedono la manipolazione delle opere d'arte e delle relative cornici, come esposizioni, stoccaggio e viaggi, lasciano la cornice suscettibile a danni. 

## Autenticità delle cornici
Determinare l'autenticità di una cornice è importante per comprendere la sua relazione con il dipinto. Una cornice può essere considerata originale o autentica di un dipinto se soddisfa uno dei diversi requisiti possibili. Tali requisiti sono:
- Se la cornice è stata creata, disegnata o selezionata dall'artista
- Se la cornice è stata selezionata dal primo proprietario o rivenditore
- Se la cornice è stilisticamente appropriata e coeva al dipinto
- Se la cornice è "livrea" o "galleria"
- Se la cornice è una replica

Una cornice autentica trasmette lo spirito del tempo in cui è stata realizzata. Per la sicurezza dell'arte, le cornici autentiche possono essere modificate per includere vetri e tabelloni. 

## Cause del deterioramento
Maneggiamenti frequenti, restyling, modifiche, inquinamento atmosferico e deterioramento sono solo alcuni dei numerosi problemi che hanno spinto i conservatori a specializzarsi nella conservazione delle cornici. Sebbene il legno sia il materiale più comune utilizzato nella creazione di cornici per quadri, vengono utilizzati anche altri materiali come gesso, vetro, plastica e metallo. Ogni materiale è suscettibile di deterioramento e danneggiamento.

### Vizio intrinseco
Vizi inerenti al materiale di cui è composto il serramento comportano potenziali rischi. Il materiale più comunemente utilizzato nella produzione delle cornici è il legno. Esso è altamente suscettibile alle condizioni ambientali, così come alle infestazioni di parassiti e al deterioramento generale. Allo stesso modo, i metalli sono soggetti alla ruggine, la plastica è soggetta a deformazioni e il vetro è soggetto a rotture. Ognuno di questi vizi intrinseci può causare danni che devono essere risolti in base alla composizione della cornice.

### Umidità e temperatura
I cambiamenti di umidità e temperatura causano gravi danni strutturali alla cornice, come deformazioni e spaccature. Questo danno rende la cornice suscettibile alla perdita di ornamenti a causa di una cattiva gestione. Inoltre, il danneggiamento della cornice può mettere in pericolo l'opera stessa. 

### Adesivo
Il deterioramento degli adesivi causa la rottura delle giunzioni della cornice. Le colle animali, tipicamente utilizzate per unire una cornice, sono sensibili ai cambiamenti di temperatura e umidità, che possono causare il cedimento degli adesivi a causa della deformazione della cornice. È anche possibile che gli adesivi stessi possano semplicemente deteriorarsi nel tempo.

### Delaminazione
La delaminazione può verificarsi sulla superficie di una cornice dipinta o dorata. Quando l'umidità attraversa una fessura della superficie dorata o dipinta, il supporto viene successivamente indebolito e gli strati dorati o dipinti iniziano a sollevarsi. 

### Inquinamento atmosferico
L'industrializzazione dal XVI al XVIII secolo ha portato ad un aumento dell'inquinamento atmosferico nelle aree urbane. Nonostante fossero all'interno, i dipinti e le loro cornici erano suscettibili ai danni derivanti dall'inquinamento atmosferico esterno. Altri rischi di inquinamento includono fattori quali luce, starnuti e fuoriuscite. 

### Parassiti
I parassiti prosperano su materiali organici come legno e particelle di polvere. Le pulizie generali impediranno l'accumulo di sporco, polvere e altro materiale che potrebbe attirare i parassiti. La lotta integrata dei parassiti (IPM) è un approccio non tossico che crea un ambiente inospitale per i parassiti. 

## Trattamento conservativo
Per ripristinare al meglio una cornice e riportarla all'aspetto desiderato, i restauratori devono fondere le tecniche tradizionali con materiali e approcci moderni. I seguenti trattamenti sono passaggi comuni nel restauro di una cornice:

### Trattamento preventivo
Il passaggio più semplice nel trattamento di una cornice è la spolveratura a secco. Aspirapolvere, spugne, pennelli, spazzole e salviette solventi sono tutti strumenti e metodi che dovrebbero essere utilizzati regolarmente per prevenire l'accumulo di polvere. 

### Conservazione e restauro
Effettuare una valutazione iniziale del quadro determinerà l’entità del trattamento necessario. Di seguito sono riportati alcuni dei passaggi che potrebbero essere necessari nei seguenti processi:

#### Smontaggio
In alcuni casi, la cornice potrebbe richiedere lo smontaggio. Esso può rivelare i metodi di costruzione della cornice e fornire al conservatore informazioni sull'integrità strutturale di essa. Lo smontaggio della cornice consentirà inoltre al restauratore di valutare gli ornamenti danneggiati e di replicare facilmente gli elementi necessari.

#### Pulizia
Potrebbe essere necessario testare piccole porzioni della cornice per determinare quale metodo è meglio utilizzare per pulirla. I possibili materiali utilizzati per la pulizia includono triammonio citrato, Plextol B500, etile acrilato, EA, metacrilato di metile e MMA. 

#### Sostituzione degli ornamenti
Potrebbe essere necessario sostituire gli ornamenti persi o danneggiati. Non è raro vedere ornamenti maldestramente ripristinati da restauri passati che includono elementi non originali. A seconda del tipo di ornamento e dell'entità del danno, potrebbe essere necessario scolpire nuovamente gli elementi da un maestro intagliatore, rifonderli nel gesso o riempirli con un gesso reversibile. Un materiale comune utilizzato nella ricreazione degli ornamenti è la composizione, un miscela di colla animale, resina, olio di lino e trementina veneziana. Una volta riparati gli elementi principali dell'ornamento, è necessario, in una cornice dorata, riapplicare e stabilizzare lo strato di gesso scrostato con colla calda di pelle di coniglio. 

#### Doratura
Una volta eseguiti importanti trattamenti strutturali e stabilizzato lo strato di gesso, è necessario valutare lo strato di bolo della cornice. Il bolo è un impasto di argilla colorata, colla e grasso, che viene applicato sulla cornice come base per la doratura. Tipicamente lo strato di bolo, rosso o grigio, si evidenzia nei punti di contatto della cornice dove la doratura è venuta meno. Il colore dello strato di bolo deve corrispondere strettamente a quello del bolo originale, poiché il bolo influisce sul tono generale della cornice.
È essenziale determinare quale processo di doratura è stato utilizzato prima di procedere con il nuovo processo di doratura. I due processi di doratura più comuni sono la doratura a guazzo e la doratura a olio. La differenza tra i due processi sta nella base del rivestimento adesivo. La doratura a guazzo è il metodo tradizionale, più difficile, che deve essere pulito utilizzando acquaragia o alcool denaturato. La doratura a olio può essere pulita con una soluzione di sapone neutro a base d'acqua. 

#### Tonificazione
Una volta applicata la foglia d'oro, sarà necessario virare ulteriormente per riprodurre l'oro originale. La tonificazione viene solitamente eseguita creando strati di colore realizzati con colla animale e pittura ad acquerello. 

#### Ricostruzione
In alcuni casi, tutto o parte della cornice è irreparabile. Quando ciò accade, alcuni conservatori riprodurranno macchine antiche per creare una replica autentica che corrisponda al periodo e allo stile del dipinto e della cornice originale. Ciò può comportare anche l’uso della stampa e della scansione 3D per ricreare ornamenti preesistenti.

## Galleria d'immagini

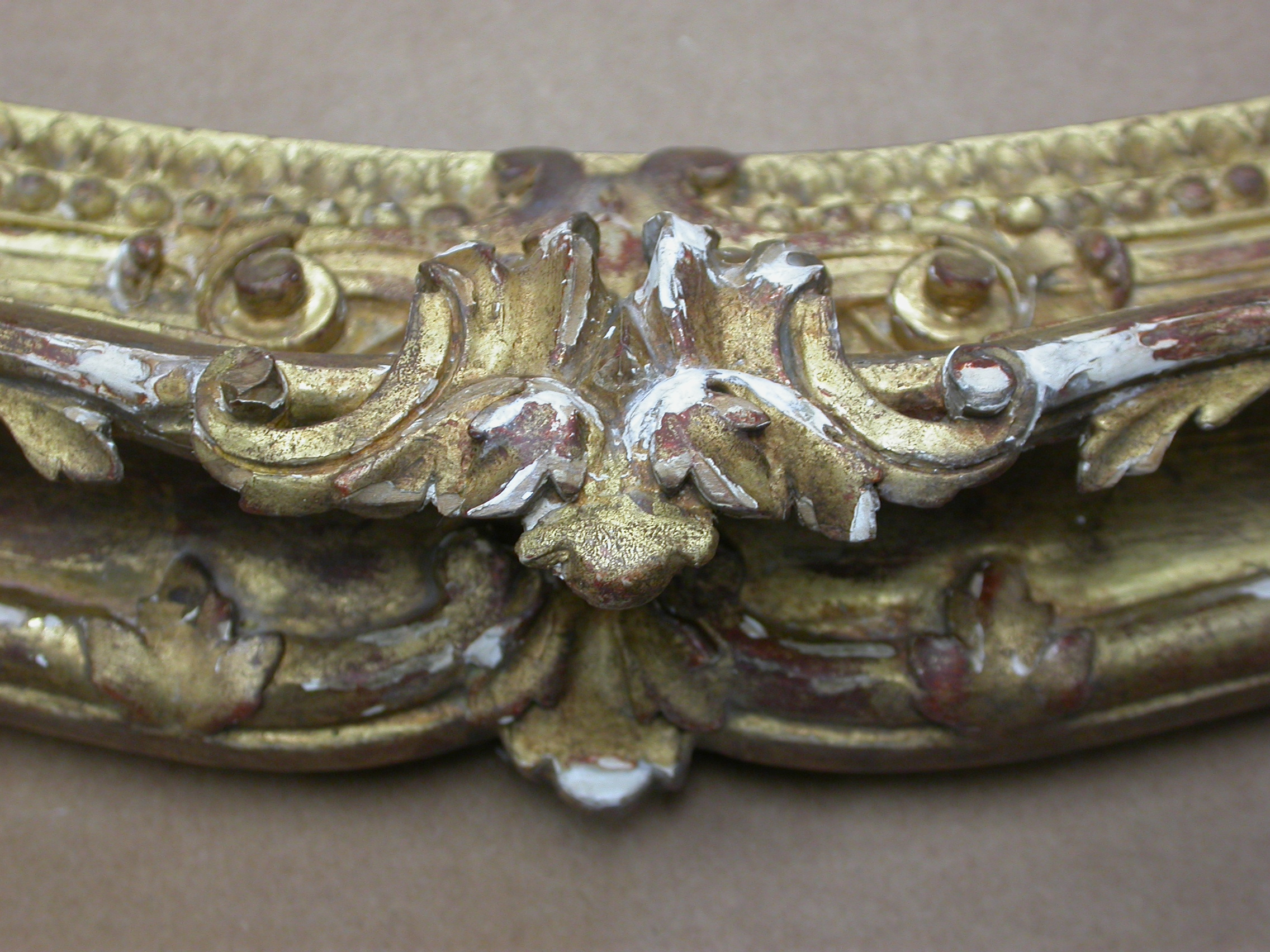
Un primo piano del danno inflitto a una cornice.
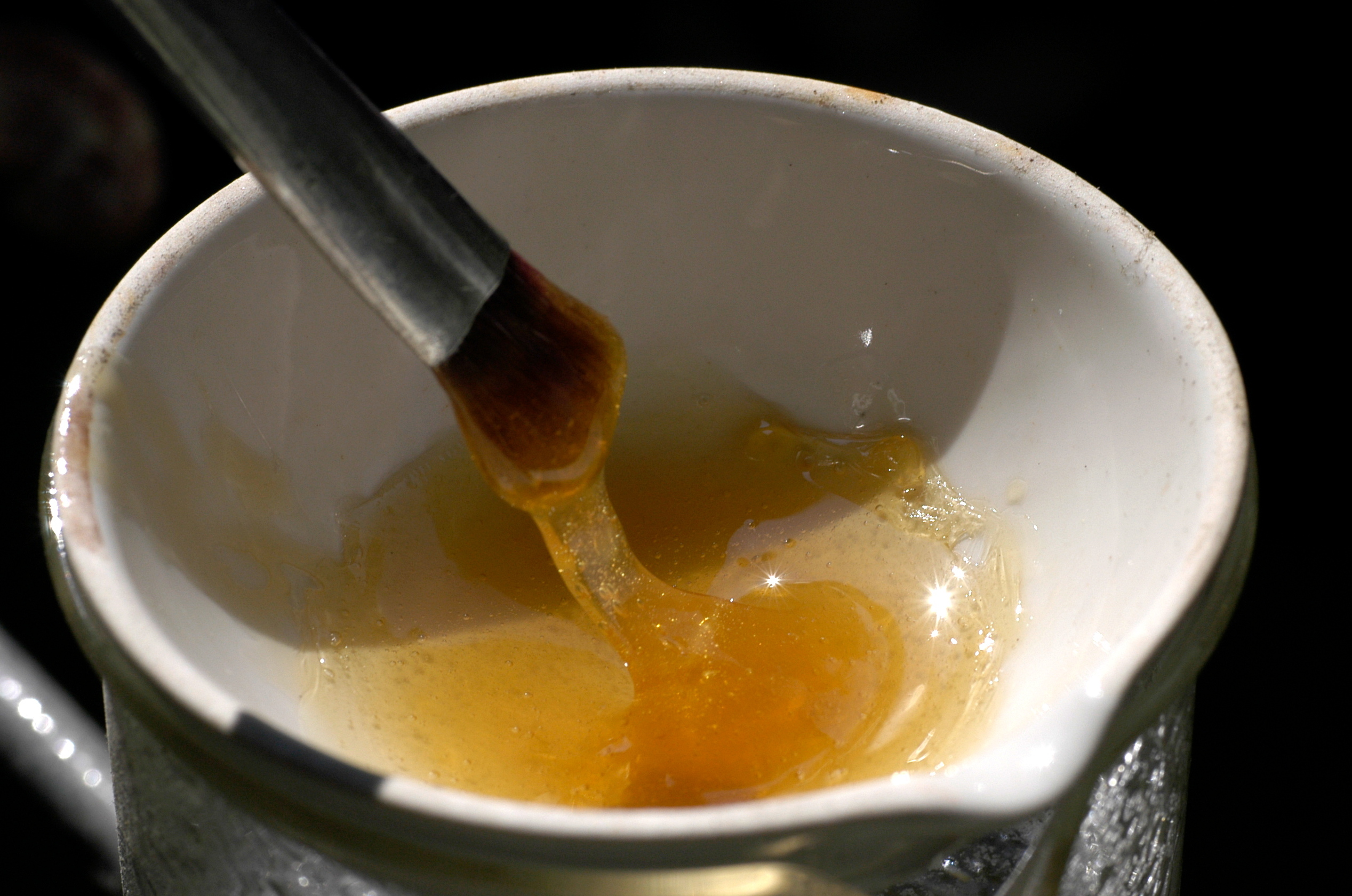
Colla animale
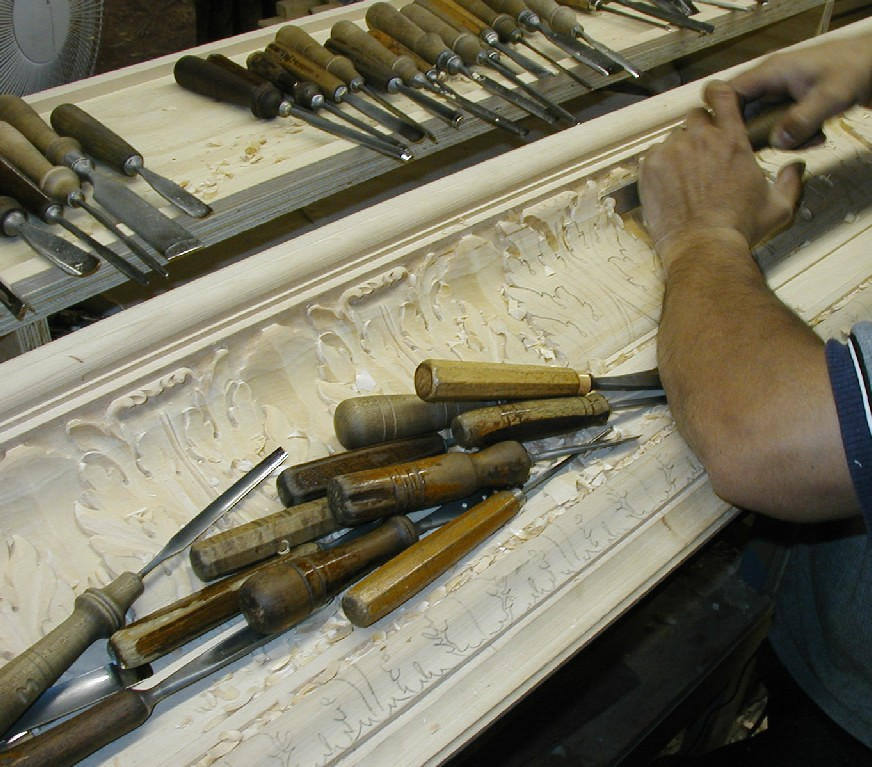
Un intagliatore riproduce su una cornice l'ornamento mancante.
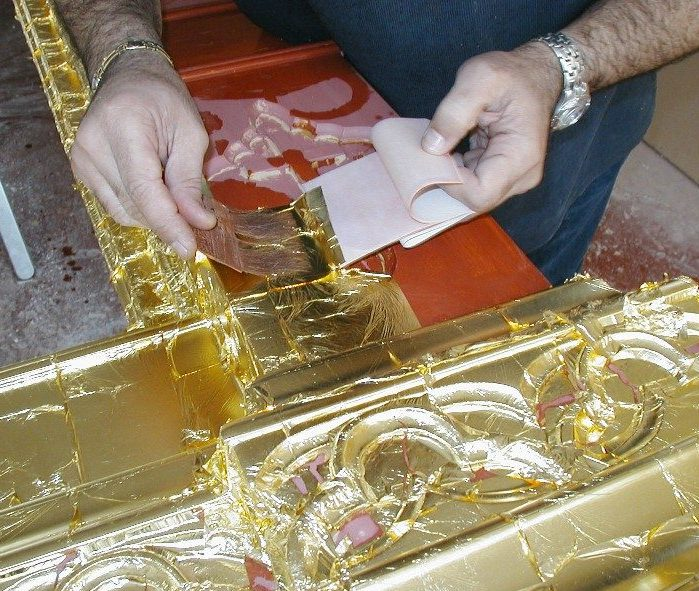
Foglia d'oro applicata su una cornice.